# برمجيات إدارة المشاريع
برمجيات إدارة المشاريع (بالإنجليزية: Project management software)‏ هي برمجيات حاسوبية تُستخدم في تخطيط الموارد وتنظيمها وإدارتها. تختلف قدرات هذه البرمجيات باختلاف درجة تعقيدها، إذ يمكنها تولي مهام التقدير والتخطيط، وجدولة المهام، والتحكم في التكاليف، وإدارة الميزانية، وتخصيص الموارد، وتسهيل التعاون، وتعزيز الاتصال، ودعم اتخاذ القرار، وضبط الجودة، وإدارة الوقت، وتوثيق العمليات أو إدارتها.
تتوفر مجموعة واسعة من برمجيات إدارة المشاريع عبر الحواسيب الشخصية أو عبر متصفحات الإنترنت، وتشمل أيضاً برمجيات إدارة العقود ‏.

## التاريخ

### البدايات
شهد عام 1896 نقطة الانطلاق التاريخية لتطوير برمجيات إدارة المشاريع، مع ظهور "الهارمونوجرام" الذي ابتكره الاقتصادي البولندي كارول أداميكي ‏. عرض هذا الابتكار تطور المهام في مخطط زمني مرن، ممهداً الطريق لبرمجيات الإدارة الحديثة. وفي عام 1912، استبدل المهندس الأمريكي هنري جانت هذا النموذج بمخطط جانت، الذي استُخدم لاحقاً في تصميم سد هوفر عام 1931، ولا تزال نسخ مخطط جانت الحديثة تعتمد ذات المبادئ الأساسية.

مخطط بيرت لمشروع شبكة سبعة أشهر مع خمس مراحل (10 من خلال 50) وستة من الأنشطة (A خلال F).

### ظهور مصطلح إدارة المشاريع والتقنيات الحديثة
بدأ استخدام مصطلح إدارة المشاريع عام 1954 على يد الجنرال الأمريكي برنارد أدولف شرايفر ‏ لأغراض عسكرية. في السنوات التالية، اكتسبت إدارة المشاريع أهمية في عالم الأعمال، خاصة مع تأسيس "الرابطة الأمريكية لمهندسي التكلفة" عام 1956، وتطوير "طريقة المسار الحرج" (CPM) على يد شركتي رانغ ودوبونت في عام 1957، والتي استُخدمت لتقدير مدة المشاريع.
في عام 1958، أُطلقت تقنية تقييم ومراجعة البرامج، التي حسّنت متابعة المشاريع من خلال مراقبة المهام، وتقييم جودتها، وتقدير الوقت اللازم لإنجازها. طُوّرت هذه التقنية ضمن برنامج صواريخ بولاريس للبحرية الأمريكية.
في عام 1965، طُوّرت تقنية هيكل تقسيم العمل من قبل وزارة الدفاع الأمريكية، لتقسيم المشاريع إلى وحدات بصرية أصغر ضمن هيكل هرمي، وأثرت لاحقاً في تطوير "منهج الشلال" الذي قدمه ونستون رويس عام 1970، حيث تُنجز كل مرحلة قبل الانتقال إلى التالية.

### بداية البرمجيات والجمعيات المتخصصة

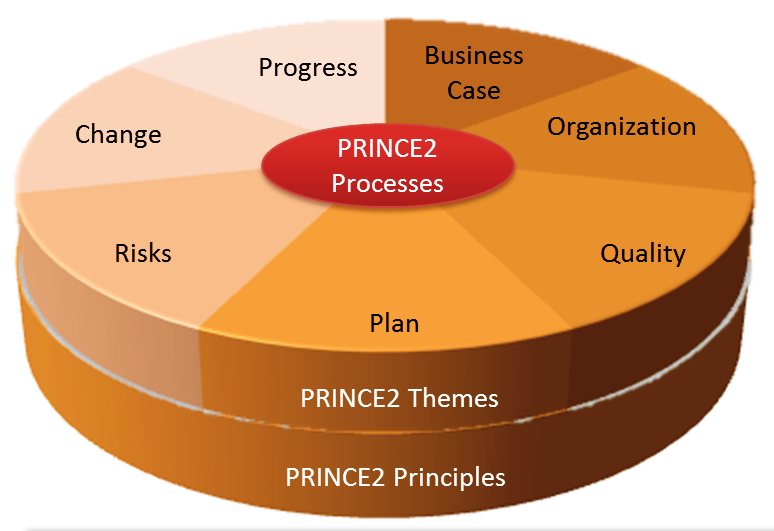
منهجية برينس2 لإدارة المشاريع.

بين عامي 1965 و1969، تأسست جمعيتان رائدتان في إدارة المشاريع: الرابطة الدولية لإدارة المشاريع في أوروبا، ومعهد إدارة المشاريع في الولايات المتحدة، والذي يقدم التدريب والشهادات المهنية.
في أواخر السبعينيات، بدأت الشركات بإصدار البرمجيات المخصصة، حيث أطلقت شركتا أوراكل وأرتميس ‏ برمجياتهما عام 1977، تبعتهما شركة سيتور عام 1979. توالت التحسينات خلال العقود التالية، ومنها:عام 1986: تقديم برنامج نضج القدرات من معهد هندسة البرمجيات في جامعة كارنيغي ميلون، لتقييم مراحل نضج العمليات.
- عام 1988: إدخال إدارة القيمة المكتسبة التي أضافت بُعدي التكلفة والنطاق إلى الجدول الزمني.[8]
- عام 1996: تطوير برينس2، بسبعة عمليات مستقلة، ما حفّز تصميم أدوات لمشاريع أكثر تعقيداً.
- عام 2001: اعتماد مفهوم الإدارة المرنة الذي ركّز على التخطيط التكيفي والاستجابة السريعة للتغيرات.
- عام 2006: إدخال إدارة التكلفة الكاملة، وهي إطار عمل للسيطرة على تكاليف المشاريع وتقليلها.

## المهام والأنشطة

### الجدولة
تشكل أدوات الجدولة أحد الأنواع الأساسية في برمجيات إدارة المشاريع، وتُستخدم لترتيب الأنشطة حسب التتابع الزمني، وتحديد مواعيد تنفيذها وتخصيص الموارد. تختلف درجة تعقيد الجدولة حسب المنهجية المستخدمة والخصائص المتوفرة، وقد تشمل أدوات الجدولة ميزات مثل:
- أنواع متعددة من العلاقات بين الأنشطة.
- تخصيص الموارد وتسويتها.
- احتساب المسار الحرج.
- تقدير مدد الأنشطة باستخدام المحاكاة الاحتمالية.
- محاسبة تكاليف الأنشطة.

### تقديم المعلومات
تُستخدم برمجيات تخطيط المشاريع لتوفير المعلومات للمعنيين بالمشروع، ولمتابعة التقدم والتحقق من الجهود المبذولة. تشمل الاستخدامات الشائعة ما يلي:
- تقديم نظرة عامة حول مدة المهام.
- تنبيه مبكر للمخاطر المحتملة.
- توفير معلومات حول عبء العمل وتخطيط الإجازات.
- توثيق تقدم المشروع وعلاقته بالخطة.
- الاستفادة المثلى من الموارد المتاحة.
- مراقبة التكاليف.
- تعزيز التعاون بين أعضاء الفريق والعملاء.
- التواصل الفوري مع الجهات المعنية.

## الأنواع

### البرمجيات التعاونية
تُصمم الأنظمة التعاونية لدعم مشاركة عدة مستخدمين في تعديل أجزاء مختلفة من الخطة في الوقت ذاته. يُعد هذا النوع شائعاً في الأدوات المعتمدة على الويب أو الشبكات الداخلية، إلا أن عملها يتطلب اتصالاً مباشراً بالإنترنت. لتجاوز هذه العقبة، تستخدم بعض البرمجيات نموذج الخادم والعميل، حيث يُشغَّل البرنامج على جهاز المستخدم، وتُزامَن البيانات مع باقي الفريق عند الاتصال بالشبكة. كما تسمح بعض الأدوات للمستخدمين بالعمل على الجداول الزمنية دون اتصال، ثم تُدمج التعديلات لاحقاً عند الاتصال بالخادم.

### البرمجيات البصرية
يشكل تحليل كميات كبيرة من بيانات المشاريع تحدياً شائعاً. لمواجهة ذلك، تعتمد بعض البرمجيات على تقنيات تصوير البيانات لتيسير فهم البيانات وتعديلها. تُطبق هذه البرمجيات مبدأ "نظرة عامة أولاً، ثم التكبير والتصفية، وأخيراً التفاصيل عند الطلب لتفادي الإغراق المعلوماتي.